# 안민터널
안민터널(安民터널)은 경상남도 창원시 성산구 성주동과 진해구 석동을 잇는 국도 제25호선의 터널으로, 안민고개를 통과한다. 왕복 4차로로 구성되어 있으며 길이는 1,818m, 폭은 9.9m(유효폭은 8.5m), 높이는 5.3m이다.
안민터널 서쪽으로는 안민터널보다 앞서 개통되어 운영되고 있던 장복터널이 있다. 그러나 당시로서는 원 창원과 진해의 중심 지역을 잇는 가장 빠른 경로였던 장복터널은 창원과 진해를 직선으로 잇지 않고 서쪽으로 돌아갔고, 교통량이 집중되어 정체 또한 극심하였다. 이 점을 보완하기 위해 경상남도에서 약 1400억원을 투입해 안민터널을 1994년 1월 4일에 착공 1999년 5월 1일에 개통하였다. 창원 중심 지역과 진해 중심 지역을 직결하여 빠르게 접근 할 수 있게 하는 역할을 담당하고 있으며, 건설 자금에 투입된 지방채 270억원의 상환을 위해 창원터널에 이어 경상남도에서 두 번째로 통행료를 징수해 왔으나 상환이 모두 완료되면서 2008년 7월 1일부터 무료로 전환하였다. 그러나 무료화 전환 이전에는 월 평균 38,000여 대의 교통량을 보이던 안민터널은 2010년 6월엔 한 달 동안 52,905대가 이용하는 등 통행량이 급증하여, 창원터널과 같이 교통체증에 대한 우려가 나오고 있다.
2012년 약 40억 원을 들여 양방향 터널 내에 자전거 통행로를 설치하였으나, 자동차 매연과 같은 문제로 인하여 이용이 잘 안 되고 있다. 창원시는 60억 원을 추가로 들여 자전거 통행로를 지붕으로 덮어씌워 도로로부터 전해져 오는 매연을 차단하려는 계획을 검토하고 있다.

## 통행료
안민터널은 개통이래 2008년 6월 30일까지 통행료를 징수하고 있었다가 2008년 7월 1일 통행료가 폐지되고 무료화했다.
| 기간                              | 징수 요금 | 징수 요금 | 징수 요금 |
| 기간                              | 소형 차량 | 대형 차량 | 특수 차량 |
| --------------------------------- | --------- | --------- | --------- |
| 1999년 5월 1일 ~ 2004년 12월 31일 | 1,000     | 1,500     | 2,000     |
| 2005년 1월 1일 ~ 2008년 6월 30일  | 500       | 1,000     | 1,000     |
| 2008년 7월 1일 ~ 현재             | 무료      | 무료      | 무료      |

## 같이 보기
- 국도 제25호선